# Hawker 800
El Hawker 800 es un avión privado bimotor de tamaño medio. Es un monoplano de ala baja con tren de aterrizaje retráctil y cabina presurizada. Fue desarrollado a partir del British Aerospace BAe 125 y ensamblado por Hawker Beechcraft.

## Desarrollo
En abril de 1981, el Consejo de British Aerospace aprobó el programa de mejora de la serie British Aerospace 125-700. Para mayo de 1983, el nuevo avión estaba listo para su primer vuelo de pruebas.
La serie BAe 125-800 tiene una serie de modificaciones y cambios con respecto al 700, y el más notable es el rediseño del parabrisas de la cabina. Además, se modificó el carenado de la parte trasera del fuselaje, se añadió una cabina de cristal y se mejoraron los motores Garrett TFE731-5R-1H (de 3700 a 4300 lb de empuje). British Aerospace también mejoró el ala mediante la incorporación de nuevas secciones externas. Esto ayudó a reducir la fricción y mejorar la eficiencia aerodinámica.
La serie 125-800 fue un éxito de ventas. Desde el primer vuelo del BAe 125 en agosto de 1961, tardó diecinueve años en vender 500 ejemplares. En un poco más de cinco años, British Aerospace registró la venta de 200 aparatos de la serie 800.
La última versión fue el Hawker 850XP, que fue certificado para operar en marzo de 2006. El 850XP es idéntico al 800XP, excepto que incluye winglets, lo cual extendió su alcance de operación en 190 km. Esta versión también incorporó aviónica mejorada y un nuevo diseño interior. El Hawker 850XP esencialmente llenó el vacío dejado por el Hawker 1000, cuando la producción de la aeronave cesó.
Dos nuevas variantes fueron anunciadas en octubre de 2006 para futuras entregas:
- El Hawker 750.
- El Hawker 900XP, que usaría nuevos motores Honeywell TFE731-50BR para obtener un mayor alcance.

Después de la quiebra de Hawker Beechcraft en 2013, la sociedad absorbente suspendió su gama de reactores ejecutivos, incluyendo la serie 800, aunque la asistencia de piezas de repuesto aún continúa.

## Diseño

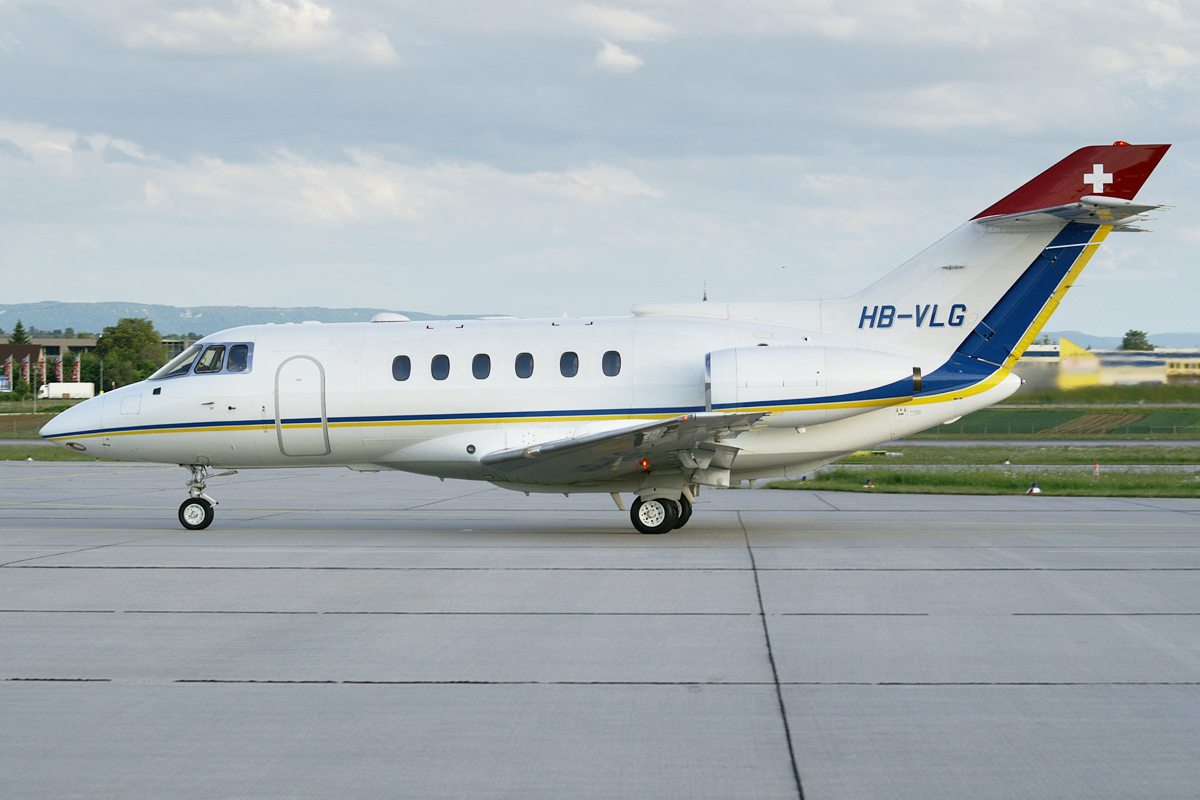
Raytheon Hawker 800.

El Hawker 800 es similar a la mayoría de las células de aeronaves modernas que requieren subensamblajes construidos lejos del punto final de fabricación. Las secciones del fuselaje, alas y superficies de control eran fabricadas y ensambladas en el Reino Unido en una combinación de instalaciones de la propia de Hawker Beechcraft y en aquellas pertenecientes a Airbus UK, que heredó gran parte de la capacidad de fabricación de aeronaves civiles de BAE Systems. Estas secciones eran montadas parcialmente y se instalaban las superficies de control y sistemas principales antes de ser enviadas al lugar de fabricación principal de Hawker Beechcraft en Wichita, Kansas para el montaje final, equipamiento y pruebas.

### Variantes militares

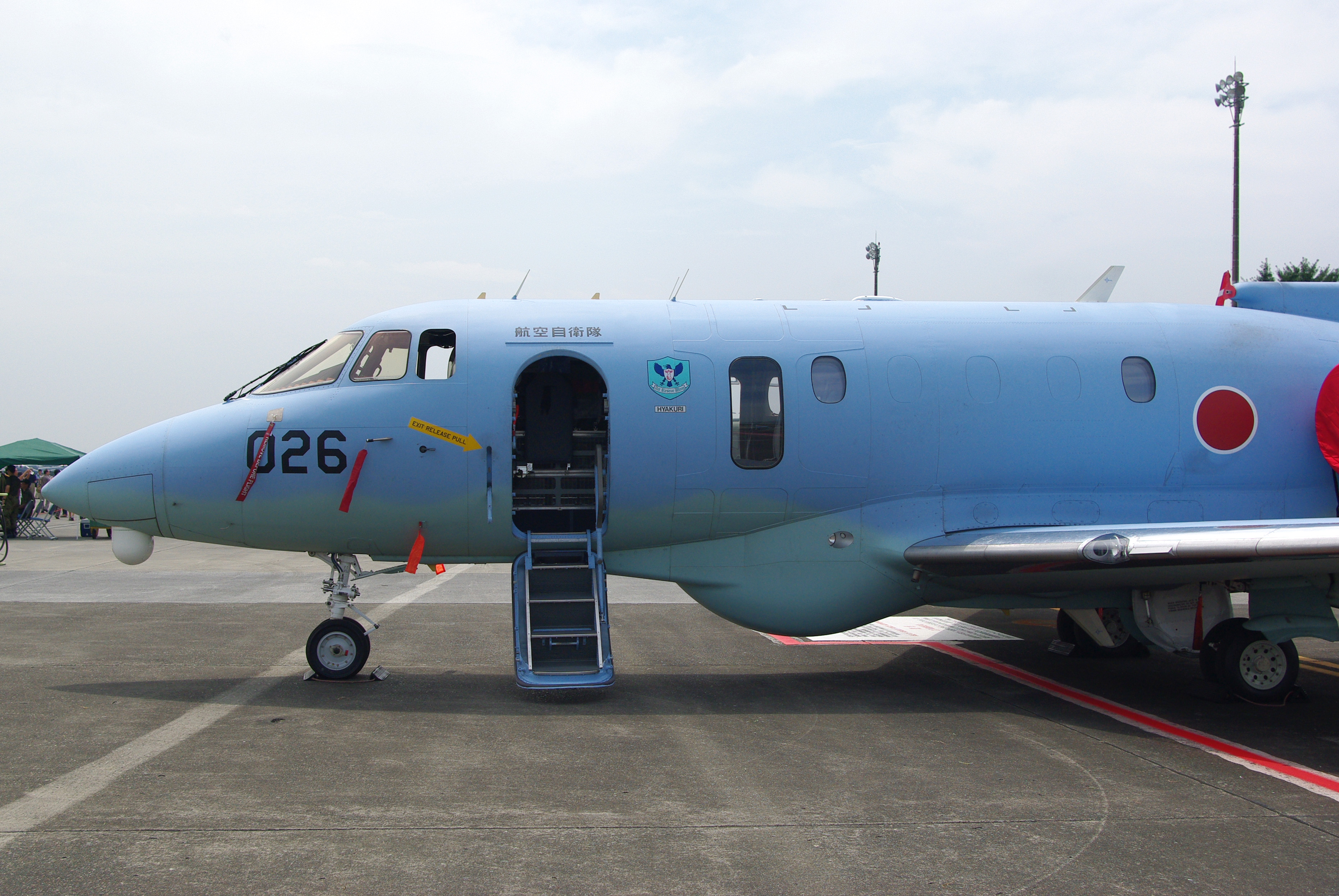
U-125A de la Fuerza Aérea de Autodefensa de Japón en Base Aérea de Yokota, Tokio, Japón, 2009.

Japón utiliza una variante marítima de búsqueda y rescate del Hawker 800. Es designado U-125A en el servicio con las Fuerza Aérea de Autodefensa de Japón. Esta variante tiene grandes ventanas de observación, un sistema dispensador de bengalas y de boyas marcadoras, balsa salvavidas y equipo de emergencia, y la prevención de corrosión del agua salada mejorada. El avión también tiene un radar de búsqueda Toshiba de 360 grados, equipos de imagen térmica Melco y otros equipos de comunicaciones militares para realizar su misión.
Una versión militar del Hawker 800XP es utilizada por Corea del Sur en tareas de reconocimiento táctico, vigilancia y SIGINT (inteligencia de señales); ocho aviones especialmente equipados fueron entregados en el año 2000. La Fuerza Aérea de la República de Corea los denomina RC-800, y tienen su base en Seongnam.

## Variantes

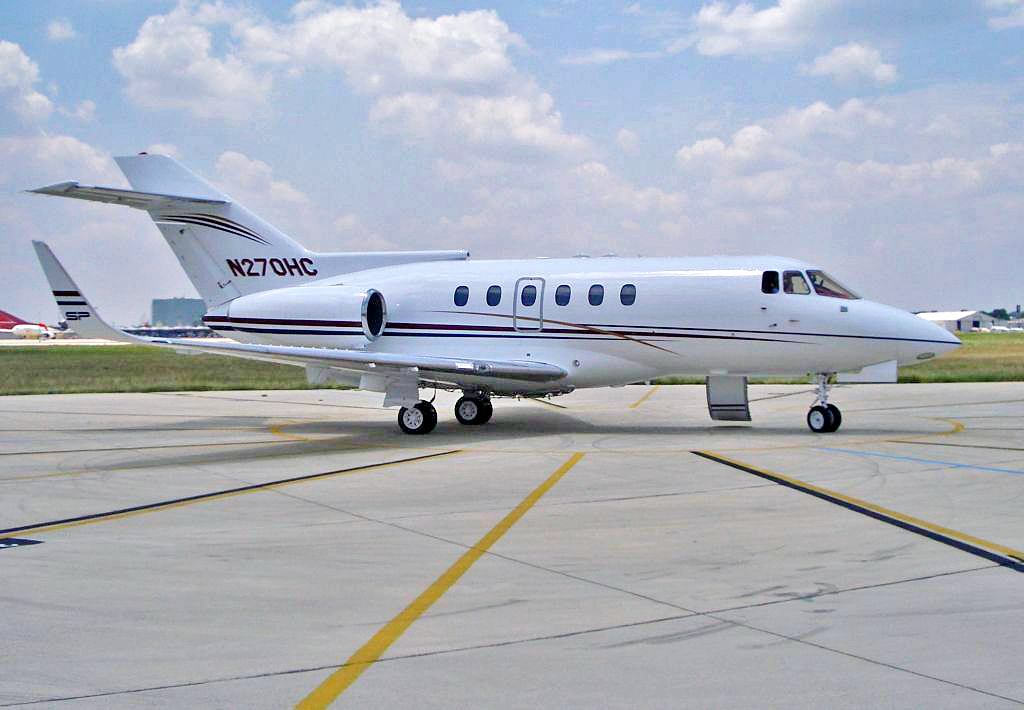
Un Hawker 800SP.

Hawker 750
Hawker 800
Hawker 800XP
Hawker 800XP Pro Line
Hawker 800XPi
Hawker 850XP
Hawker 900XP
U-125
RC-800

## Operadores

### Civiles
La aeronave es operada por particulares, empresas y operadores chárter ejecutivos, y en los programas de propiedad fraccionaria.

#### Gubernamentales
Uruguay
- Presidencia de la República (avión presidencial).

### Militares
Japón
- Fuerza Aérea de Autodefensa de Japón (U-125A)

 Brasil
- Fuerza Aérea Brasileña

 Corea del Sur
- Fuerza Aérea de la República de Corea

 Malaui
- Fuerza de Defensa de Malawi

 Nigeria
- Fuerza Aérea Nigeriana

 Arabia Saudita
- Real Fuerza Aérea Saudí

## Accidentes e incidentes
- El 10 de noviembre de 2015,el Vuelo 1526 de Execuflight,  identificado como un Hawker 800 se estrelló en un complejo de apartamentos de Akron, Ohio, poco antes de las 15:00 hs. con tiempo lluvioso, cerca de la intersección entre Skelton y Mogadore, durante la aproximación al Aeropuerto Internacional de Akron Fulton.[5] Los nueve ocupantes de la aeronave, entre ellos los dos pilotos, murieron en el accidente.[6] Las unidades de policía de Akron fueron los primeros en llegar a la escena, seguidas poco después por los bomberos y la Policía de Carreteras del Estado de Ohio. El NTSB envió un equipo al lugar del accidente y asumió el liderazgo en la investigación.

- El 22 de septiembre de 2020 un Hawker 800 matrícula XB-PYZ, que despegó sin autorización ni plan de vuelo de la pista 20/02 del Aeropuerto Internacional Mariano Matamoros en Temixco México, impactó contra el terreno de una pista clandestina ubicada en Alta Verapaz en Santa Marta Salina Guatemala.[7]

## Especificaciones (Hawker 850XP)

### Características generales
- Tripulación: 2
- Capacidad: 8-13
- Longitud: 15,6 m (51,2 ft)
- Envergadura: 16,6 m (54,5 ft)
- Altura: 5,5 m (18 ft)
- Peso vacío: 7108 kg (15 666 lb)
- Peso máximo al despegue: 12 701 kg (27 993 lb)
- Planta motriz: 2× Turbofán Honeywell TFE731-5BR.
  - Empuje normal: 20,7 kN (2111 kgf; 4654 lbf) de empuje cada uno.

### Rendimiento
- Velocidad máxima operativa (Vno): 830 km/h (516 MPH; 448 kt)
- Velocidad crucero (Vc): 745 km/h (463 MPH; 402 kt)
- Velocidad de entrada en pérdida (Vs): 170 km/h (106 MPH; 92 kt)
- Alcance: 4893 km (2642 nmi; 3040 mi)
- Radio de acción: km
- Alcance en combate: km
- Alcance en ferry: km
- Techo de vuelo: 12 497 m (41 001 ft)
- Régimen de ascenso: 9,9 m/s (1949 ft/min)

### Desarrollos relacionados
- BAe 125/Hawker 1000

### Aeronaves similares
- Cessna Citation Sovereign
- Dassault Falcon 20
- Embraer Phenom 300
- Gulfstream G100
- Learjet 60